# Château des comtes de Grasse

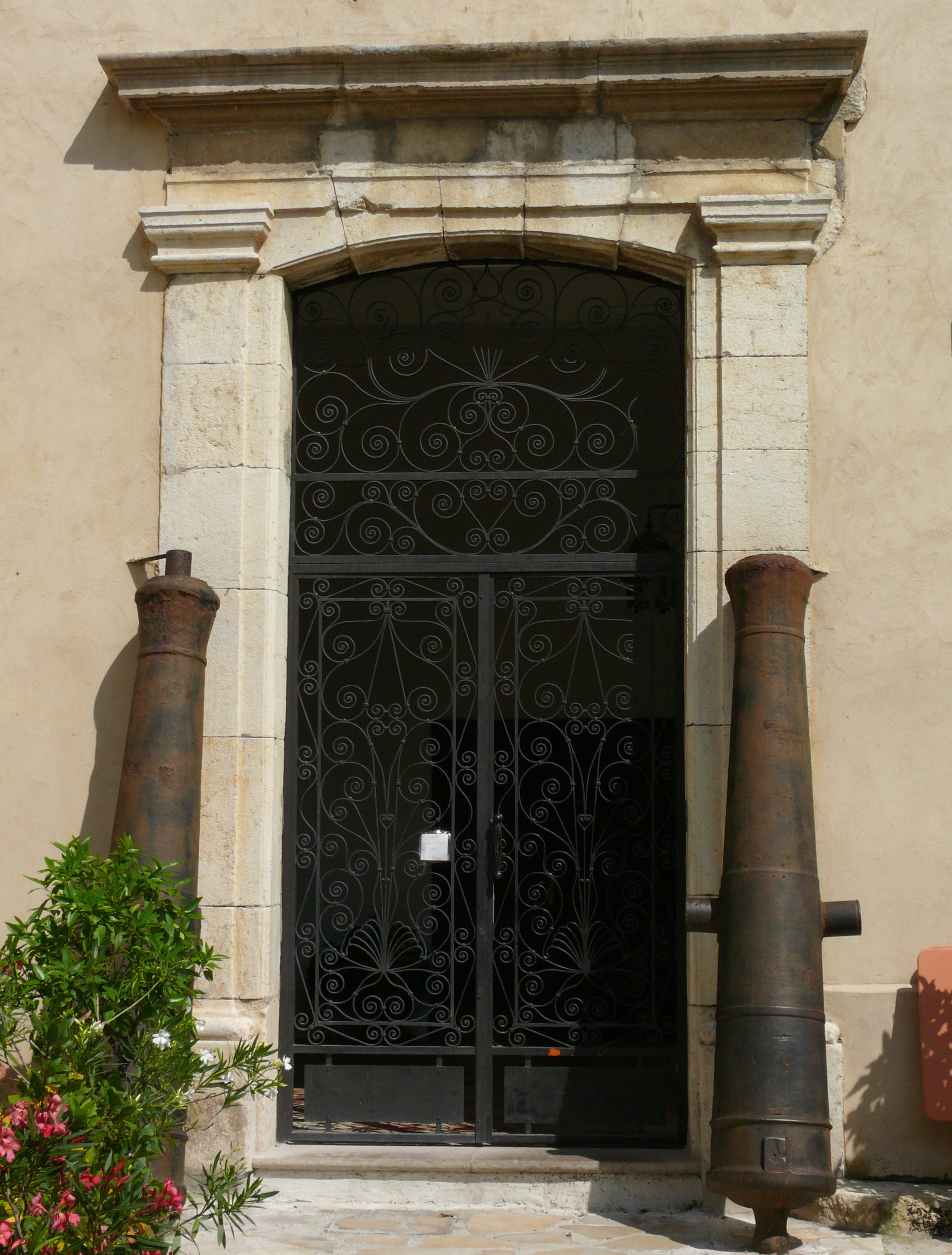
Porte du château

Le château des Comtes de Grasse est situé au centre du village de Bar-sur-Loup, dans le département des Alpes-Maritimes, région Provence-Alpes-Côte d'Azur, France.

## Historique
Le château des comtes de Grasse: au sommet du bourg s'élève l'ancien château des comtes de Grasse, grande bâtisse du XVIe siècle, flanqué de tours. C'est un bâtiment quadrangulaire construit sur des caves voûtées, avec deux tours au sud, et une petite au nord. Le château a été pillé en 1792 et vendu à des habitants du village en 1832. Restauré, il a été divisé en appartements. Il a vu naître l'amiral de Grasse, le 13 septembre 1722.
À l'entrée de la cour précédant le château, on peut voir une tour de plan carré à base élargie. C'est l'ancien donjon du château, occupé aujourd'hui par un restaurant. Avant son démantèlement en 1792, il avait sept étages.